# Encuentro Vecinal Córdoba
Encuentro Vecinal Córdoba es un partido político conservador de posición derecha de la provincia de Córdoba (Argentina), el cual está integrado por dirigentes cristianos. Centra su labor parlamentaria en su postura provida y en promover valores tradicionales. Fue fundado en octubre de 2010 por el exlegislador provincial Aurelio García Elorrio.

## Historia
El partido obtuvo su personería legal el día 19 de octubre de 2010, siendo Aurelio García Elorrio su fundador, tras la fusión de Encuentro por Córdoba y la Unión Vecinal Córdoba, siendo integrado por numerosos dirigentes evangelistas. Participaron en las elecciones provinciales de 2011 presentando candidatos a legisladores. Tras recibir 30.818 votos, el 2,11% de los sufragios, lograron que García Elorrio entre en la cámara legislativa provincial. En las elecciones provinciales de 2015 se volvería a presentar, obteniendo el 2,12% de los votos y manteniendo su escaño en la cámara.
En las elecciones legislativas de Argentina de 2013 y 2017 el partido presentaría candidatos a diputados nacionales, pero sin lograr obtener los votos requeridos para obtener un escaño.
En 2019 apoyó al Frente NOS, del conservador Juan José Gómez Centurión, y su candidatura presidencial. El partido se presentaría por primera vez a las elecciones a gobernador, siendo Aurelio García Elorio el candidato. El partido obtendría 75.794 votos para gobernador, el 3,98% de los sufragios, y 81.288 votos para legisladores provinciales, el 4,93% de los sufragios, obteniendo un escaño más en la legislatura y 23 concejales municipales en el interior provincial y la capital cordobesa. También presentaron candidatos para diputados nacionales, donde obtuvieron el 2% de los sufragios. Ese año también fue la primera vez que Encuentro Vecinal presentó una fórmula para intendente en la ciudad de Córdoba, la fórmula Quinteros - Orgaz que logro 38.926 votos (5,56%) logran el cuarto lugar y entrando Juan Pablo Quinteros como concejal.
Para las elecciones legislativas de Argentina de 2021 se volverían a presentar de forma independiente, con candidatos para diputados y, por primera vez, para senadores nacionales. Obtuvieron 74.879 votos para diputados, el 3,80% de los sufragios, y 74.024 votos para senadores, el 3,76% de los sufragios.
En las elecciones provinciales de Córdoba de 2023 Encuentro Vecinal logra poner 1 legislador provincial, Rodrigo Agrelo.En esa misma elección García Elorrio se presentó como candidato a gobernador junto a la legisladora,María Rosa Marcone como vice saliendo esta fórmula terceros con el 3,16% de los votos. Ese mismo año Fernando Rambaldi llegó a la intendencia de La Calera en alianza con Juntos por el Cambio venciendo con el 32,56% de los votos al candidato de Hacemos Unidos por Córdoba y al intendente Facundo Rufeil. Para la intendencia de la ciudad de Córdoba fue la fórmula Cesar Orgaz - Gonzalo Frontera que sacó 11.139 votos (1,72%) quedando en sexto lugar sin lograr meter ningún concejal.

## Representantes

### Legislatura provincial
| Legislador             | Inicio     | Final      |
| ---------------------- | ---------- | ---------- |
| Aurelio García Elorrio | 10/12/2011 | 21/02/2021 |
| Gerardo Grosso         | 21/02/2021 | 09/12/2023 |
| María Rosa Marcone     | 10/12/2019 | 09/12/2023 |
| Rodrigo Agrelo         | 10/12/2023 |            |

### Concejo de la ciudad de Córdoba
| Concejal             | Inicio     | Final      |
| -------------------- | ---------- | ---------- |
| Juan Pablo Quinteros | 10/12/2019 | 09/10/2023 |

### Intendentes
| Intendente        | Inicio     | Final | Ciudad    |
| ----------------- | ---------- | ----- | --------- |
| Fernando Rambaldi | 10/12/2023 |       | La Calera |

## Resumen electoral

### Gobernador
|  | 3,98 % |

|  | 3,16 % |

### Intendente de Ciudad de Córdoba
|  | 5,56 % |

|  | 1,72 % |

### Legislatura provincial
|  | 2,11 % |

|  | 2,12 % |

|  | 4,93 % |

|  | 4,07 % |

### Cámara de diputados
|  | 2,14 % |

|  | 3,53 % |

|  | 2,01 % |

|  | 3,80 % |

### Cámara de senadores
| Año  | Votos  | %               | Resultado | +/-         | Nota |
| ---- | ------ | --------------- | --------- | ----------- | ---- |
| 2021 | 74.024 | \| \| 3,76 % \| | 0/3       | Sin cambios |      |
|      | 3,76 % |                 |           |             |      |